# Hilmar Henningsson
Hilmar Smári Henningsson (Reikiavik, 3 de septiembre de 2000) es un jugador de baloncesto islandés, que pertenece a la plantilla del filial del Valencia Basket en la Liga EBA. Con 1,93 metros de altura, juega en las posiciones de base y escolta.

## Trayectoria
Henningsson comenzó su carrera en el primer equipo del Haukar Hafnarfjörður, apareciendo en 7 partidos durante la temporada 2016–17. 
Tras comenzar la siguiente temporada con el Haukar, en diciembre de 2017 fue cedido al Þór Akureyri con los que disputó 12 partidos de la temporada 2017-18, promediando 12,2 puntos y 4,0 rebotes por partido.
Regresó al Haukar la temporada 2018-19, promediando 14,0 puntos, 4,2 rebotes y 3,4 asistencias por partido. Al finalizar la liga fue nombrado Mejor jugador joven de la Domino's deildin.
En junio de 2019, Hilmar Henningsson firmón un contrato de 2 temporadas con el Valencia Basket para jugar en su equipo filial de la Liga EBA.

## Selección de Islandia
Henningsson jugó sus primeros partidos para Islandia durante los Juegos de los Pequeños Estados de Europa de 2019, consiguiendo la medalla de bronce.

## Clubes
- Haukar Hafnarfjörður (2016-2017)
- → Þór Akureyri (2017-2018)
- Haukar Hafnarfjörður (2018-2019)
- Valencia Basket B (2019-actualidad)